# 德勒格尔木伦河
德勒格尔木伦（直译：「宽阔河」）又译德勒格尔河，是蒙古国北部库苏古尔省的一条河流。 它发源于乌兰泰加山脉，靠近俄罗斯边境。长445（277英里），流域面积为26,600平方（10,300平方英里）。
它与伊德尔河一起，是色楞格河的源头。它在特莫尔布拉格苏木的斡仑高勒毕齐尔（Olon golyn bilchir）与伊德尔河会合，此后成为色楞格河。
德勒格尔木伦河全年有128至175天被冻结。它在巴彦珠尔赫苏木有渡轮，木伦市以南有一座混凝土桥。